# ハット・フル・オブ・スターズ
『ハット・フル・オブ・スターズ』(Hat Full of Stars)は、シンディ・ローパーが1993年にリリースした4枚目のスタジオ・アルバム。発売元はエピック・レコード。

## 概要
音楽への情熱を失いかけていたシンディが再び創作意欲を取り戻した後に完成、社会問題や政治的メッセージを取り扱った。

## 収録曲
| #   | タイトル                           | 作詞 | 作曲・編曲 | 時間 |
| --- | ---------------------------------- | ---- | ---------- | ---- |
| 1.  | 「ザッツ・ホワット・アイ・シンク」 |      |            | 4:39 |
| 2.  | 「プロダクト・オブ・ミザリー」     |      |            | 4:11 |
| 3.  | 「フー・レット・イン・ザ・レイン」 |      |            | 4:37 |
| 4.  | 「ライズ」                         |      |            | 3:40 |
| 5.  | 「ブロークン・グラス」             |      |            | 5:34 |
| 6.  | 「サリーズ・ピジョンズ」           |      |            | 3:48 |
| 7.  | 「フィールズ・ライク・クリスマス」 |      |            | 4:35 |
| 8.  | 「ディア・ジョン」                 |      |            | 3:40 |
| 9.  | 「ライク・アイ・ユースト・トゥ」   |      |            | 4:28 |
| 10. | 「サムワン・ライク・ミー」         |      |            | 4:07 |
| 11. | 「ア・パート・ヘイト」             |      |            | 4:56 |
| 12. | 「ハット・フル・オブ・スターズ」   |      |            | 4:28 |